# Esse Ottosdotter

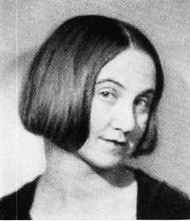
Esse Ottosdotter.

Ester Torborg (Esse) Ottosdotter-Lindberg, född 30 juli 1900 i Västra Ryland, Tanums församling, Bohuslän, död 19 maj 1962 i Katarina församling, Stockholm, var en svensk målare, grafiker, skulptör och författare. Hon var dotter till jordbrukaren Otto Olsson och Carolina Augustdotter. Hon var under en period från 1932 gift med konstnären Birger Lindberg.
Ottosdotter studerade vid Göteborgs musei rit och målarskola 1919–1923, varefter hon genomförde studieresor till Norge, Danmark, Nederländerna, Frankrike, Tyskland, Schweiz och Italien.      
Hon hade ett flertal separatutställningar i Göteborg och Stockholm och medverkade i utställningar anordnade av Göteborgs konstförening och Sveriges allmänna konstförening.
Tillsammans med maken Birger Lindberg gav hon ut tidskriften Göteborgs Argus 1927–1934, samt ensam romanerna Den gamla drömmen 1929 och Falska gudar 1933. 
Ottosdotter produktion omfattar porträtt, stilleben, stadsbilder, fantasikompositioner. Hon är representerad på Sahlgrenska sjukhuset, Nordhemsskolan i Göteborg samt på Göteborgs konstmuseum.